# Hotel Pera Palace

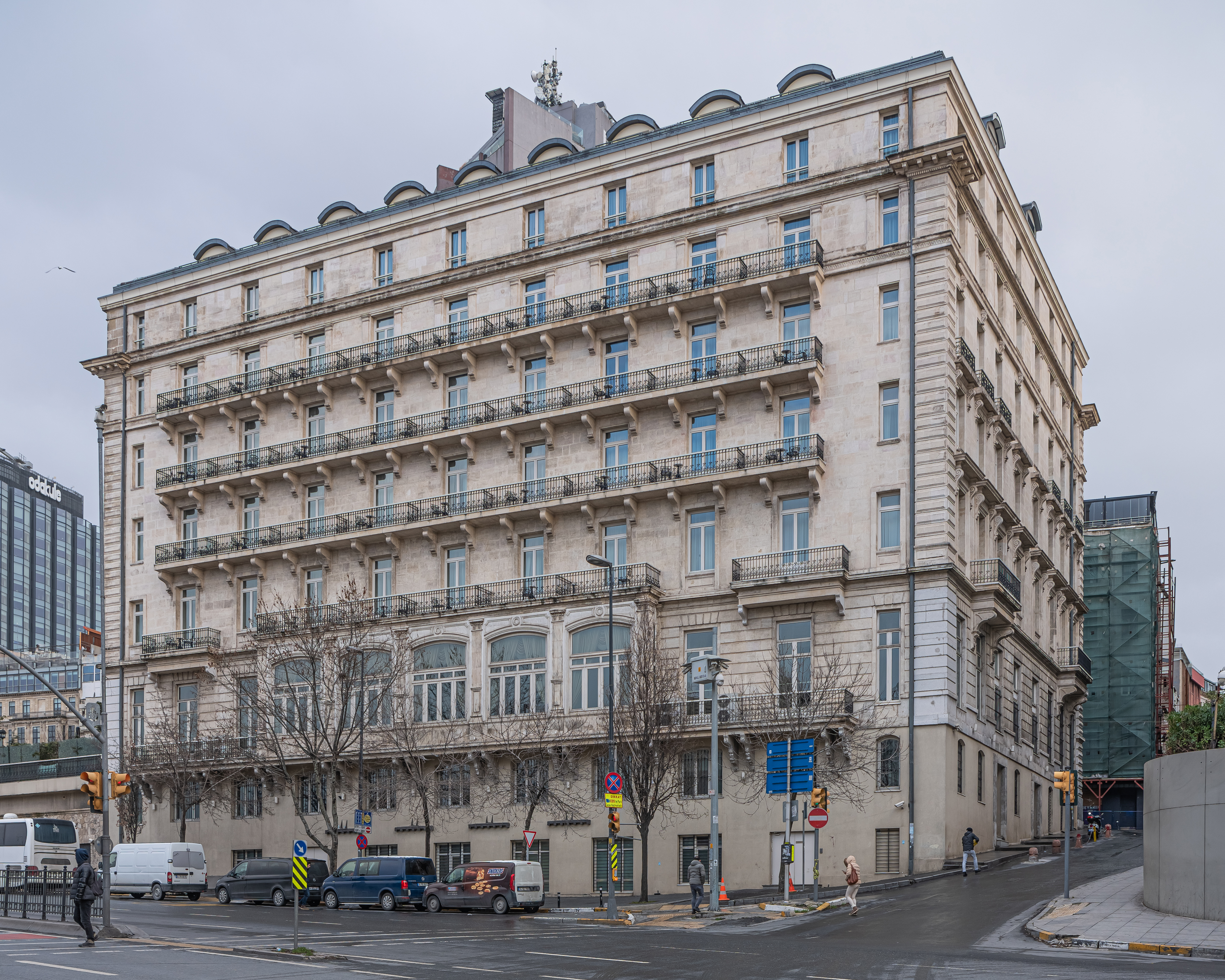
Fachada trasera del Hotel Pera Palace

El Pera Palace Hotel Jumeirah (en turco, Pera Palas Oteli) es un hotel histórico, que se puede visitar como museo, situado en el distrito de Beyoğlu (o Pera), en la parte europea de Estambul, Turquía. Fue construido en 1892, para hospedar a los pasajeros del Orient Express y se le considera el "hotel europeo más antiguo de Turquía".
Recibe su nombre porque en la Edad Media el distrito de Beyoğlu era conocido como "Pera" (que en griego significa "más allá", "al otro lado" y que en otro tiempo recibía el sobrenombre de la "Pequeña Europa". Se encuentra estratégicamente situado: sus habitaciones tienen vistas sobre el Cuerno de Oro y se halla a poca distancia a pie de la Avenida de İstiklal, la Plaza Taksim y los consulados del Reino Unido, Suecia, Rusia, Países Bajos, Italia, Francia y Alemania. Por otra parte, está a apenas 20 km del Aeropuerto Internacional Atatürk.
En 2006, el hotel cerró para acometer obras de rehabilitación y restauración, pero reabrió el 1 de septiembre de 2010. En la actualidad, el hotel se ha convertido en una atracción turística más de la ciudad de Estambul, dado que puede ser visitado libremente, incluso aunque no se sea huésped del mismo. La habitación 101, conocida como "Habitación Atatürk", es una de las principales atracciones para el público. En ella solía alojarse Mustafa Kemal Atatürk, padre y fundador de la Turquía moderna. Con motivo del primer centenario de su nacimiento se convirtió en un pequeño museo en su honor, donde se expone una colección de objetos personales del célebre estadista, entre los que se cuentan libros turcos y extranjeros, revistas, medallas... También merece la pena destacar la habitación 411, dedicada a Agatha Christie, puesto que, según la tradición, fue en ella en donde la popular escritora compuso buena parte de su obra Asesinato en el Orient Express.

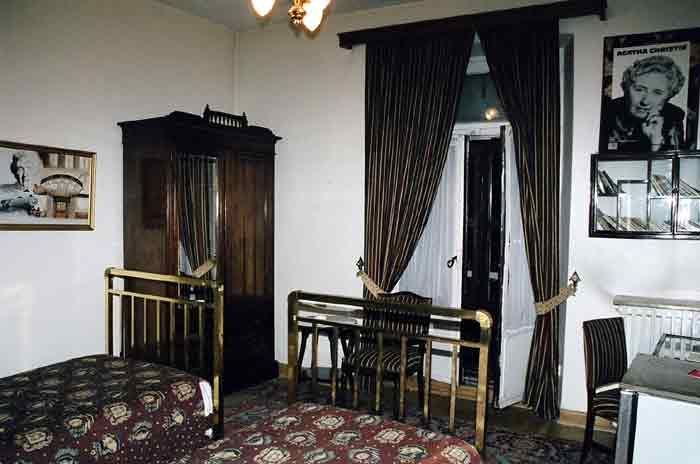
Habitación 411 en la que se supone que Agatha Christie escribió Asesinato en el Orient Express.

## Historia

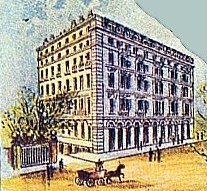
El Hotel Pera Palace en 1900

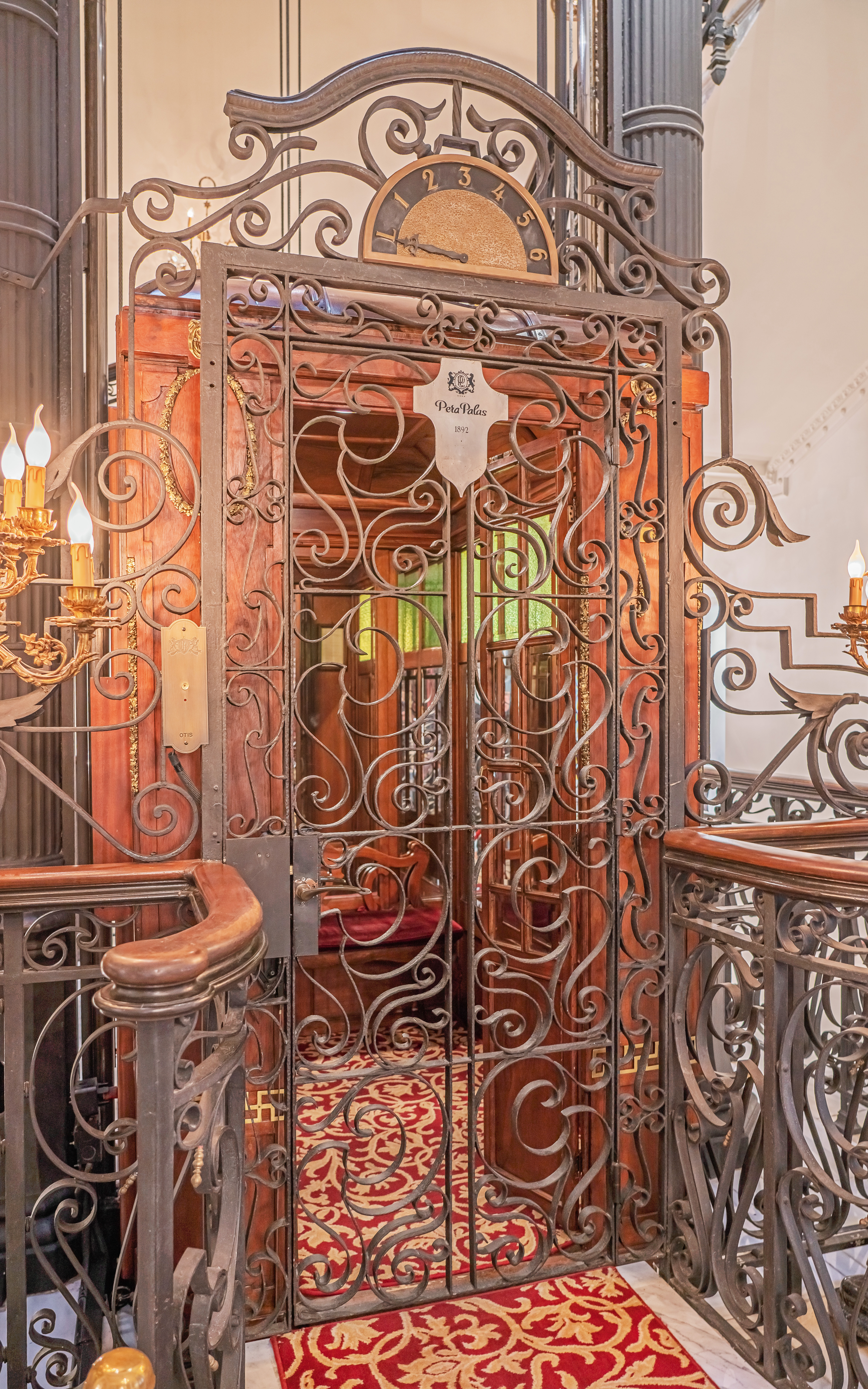
Puerta del ascensor del Hotel Pera Palace

El establecimiento empezó a funcionar en 1892, pero su inauguración oficial tuvo lugar en 1895, con un gran baile.
Alexander Vallaury, un arquitecto turcofrancés que vivía en Estambul, diseñó el hotel en estilo ecléctico, combinando líneas neoclásicas, modernistas y orientales, como era típico en muchos edificios estambuliotas de la época. Así, mientras que la fachada exterior es neoclásica, los interiores son fundamentalmente de influencia oriental, como evidencian en particular los contrastes en blanco y negro del salón de baile. Completan el gusto ecléctico las líneas en art nouveau del ascensor y de la cafetería. Por su parte, las habitaciones están iluminadas con lámparas en cristal de Murano y los baños están revestidos con mármol de Carrara.
El hotel fue el primer edificio estambuliota, al margen de los palacios otomanos, en contar con electricidad. Era, además, el único que ofrecía agua caliente a sus huéspedes y fue el primero en la ciudad en contar con un ascensor eléctrico.
Los primeros dueños del hotel fueron los Esayan, miembros de una prominente familia de armenios del Imperio Otomano.
Entre sus principales huéspedes se cuentan el primer presidente de la República de Turquía, Mustafa Kemal Atatürk, Pierre Loti, Agatha Christie, Ernest Hemingway, el rey Eduardo VII, el emperador austrohúngaro Francisco José I, Sarah Bernhardt, Otto Hahn, Alfred Hitchcock y Jacqueline Kennedy Onassis.

## Vinculaciones literarias
- En el cuento Las nieves del Kilimanjaro, de Ernest Hemingway, el protagonista, un escritor llamado Harry, se aloja en el Hotel Pera Palace mientras cumple su servicio militar, durante la ocupación aliada de Constantinopla, tras la Primera Guerra Mundial.
- Henry Pulling y su tía Augusta Bertram, protagonistas de la novela de 1969 Viajes con mi tía, de Graham Greene, se hospedan en el Hotel Pera Palace durante su aventura en Estambul.
- Se dice que Agatha Christie escribió su novela de misterio Asesinato en el Orient Express (1934) en el Hotel Pera Palace Hotel. De hecho, el hotel conserva una "Habitación Christie" en recuerdo de la célebre escritora.